# Balamku

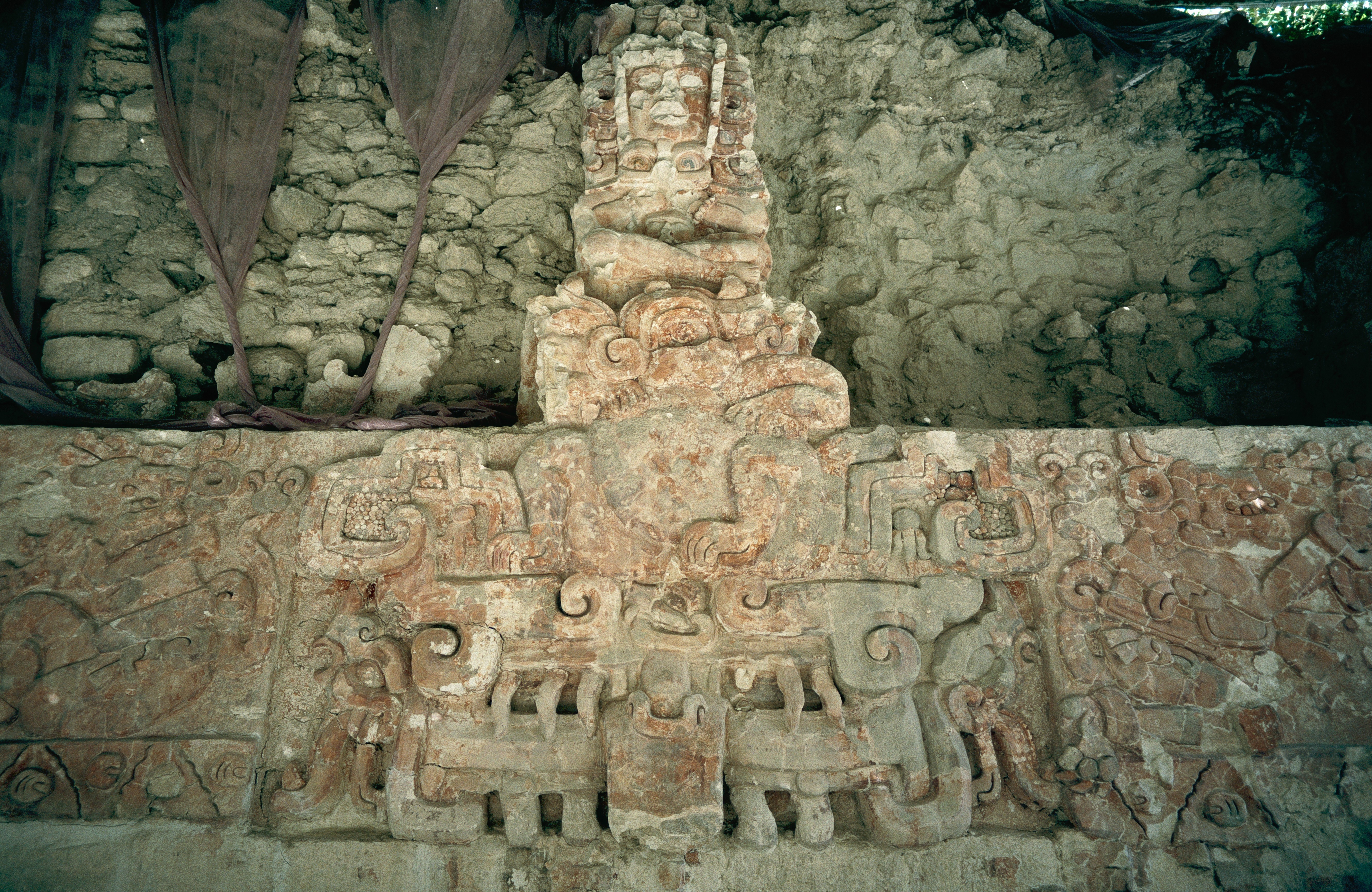
Seção de friso de estuque na Estrutura I

Balamku é um pequeno sítio arqueológico da civilização maia na Mesoamérica pré-colombiana, localizado no atual estado mexicano de Campeche. Apresenta fachadas de estuque elaboradas datando do período Clássico inicial. Tem um dos maiores frisos de estuque sobreviventes no mundo maia. Balamku foi ocupado pela primeira vez por volta de 300 a.C.. Seus edifícios mais importantes datam de 300 a.C. a 600 a.C..

## Localização
Balamku está localizada a 50 quilômetros ao norte das ruínas da grande cidade maia de Calakmul, aproximadamente a mesma distância a oeste de Becan, 60 quilômetros a oeste de Xpujil e 12 quilômetros a sudeste das ruínas de Nadzca'an. As ruínas estão sobre um planalto cárstico mal drenado.
O estilo arquitetônico de Balamku tem mais em comum com a tradição Petén ao sul, embora as influências da tradição do Río Bec também sejam evidentes.

## História
Balamku foi ocupado a partir de cerca de 300 a.C., no período Pré-clássico tardio, até o período Clássico terminal, entre 800 e 1000 d.C.. A arquitetura mais antiga do local é encontrada nos Grupos Central e Sul, datando da transição pré-clássica tardia para o clássico inicial.
As ruínas foram descobertas em 1990 pelo arqueólogo mexicano Florentino García Cruz na companhia de membros do Instituto Nacional de Antropologia e História, quando investigaram um relatório de saques arqueológicos; encontraram uma trincheira feita por saqueadores que tinha parcialmente descoberto um friso de estuque pintado que originalmente parte da fachada superior de um edifício do período Clássico Inicial. Após o trabalho inicial de resgate, o local foi formalmente escavado entre 1994 e 1995 por uma equipe liderada pelo arqueólogo mexicano Ramón Carrasco e incluindo dois arqueólogos franceses, Claude Baudez e Jean Pierre Courau, Carrasco e sua equipe mexicana se concentraram no Grupo Central enquanto os arqueólogos franceses investigavam o Grupo Sul.